# Atlètic Terrassa
Atlètic Terrassa is een Spaanse hockeyclub uit Terrassa.
De club is opgericht in 1952 en naast hockey kunnen er ook andere sporten zoals tennis, Basketbal, squash en zwemmen worden beoefend bij deze club.
In 1983 werd voor het eerst de nationale titel gewonnen en in 1985 voor het eerst de Europacup.

## Erelijst

### Heren
Europacup I (2x)
1985, 1998
Europacup II (2x)
1994, 2000
EuroHockey Indoor Club Cup (1x)
1999
División de Honor (19x)
1983, 1984, 1985, 1986, 1987, 1988, 1989, 1990,
1991, 1994, 1995, 1997, 2004, 2005, 2006, 2007,
2009, 2010, 2011
Copa del Rey (14x)
1984, 1985, 1986, 1987, 1988, 1990, 1991, 1992,
1994, 1995, 1997, 2001, 2006, 2010
Campeonato de Catalunya (16x)
1981, 1983, 1985, 1986, 1987, 1988, 1989, 1990,
1991, 1993, 1996, 1997, 2003, 2004, 2005, 2006

### Dames
Campeonato de Catalunya (3x)
1988, 2007, 2009